# Molino de la Peña
El molino de la Peña (en valenciano Molí de la Penya, d'Albors o dels Fondos) fue un antiguo molino hidráulico ubicado en Paterna (Valencia, España), del que solo se conservan algunas ruinas. Se encuentra a las afueras de Paterna, cruzando la V-30 desde la ciudad, cerca del antiguo camino de Campanar. Si bien se desconoce el origen exacto de su principal denominación, debe la de molí d'Albors a su antiguo propietario Vicente Albors Esteve y la de molí dels Fondos a la partida rural en que se ubica. Está incoado como bien de relevancia local.

## Historia
Se construyó hacia 1834, lo cual provocó conflictos con el cercano Molino del Batán. La Sociedad Regular Colectiva Garcés Peris y Vila lo adquirió a finales del siglo xix y lo transformó en fábrica de harinas. Ya en 1891 se instaló una máquina de vapor. Con todo, en 1930 sufrió un incendio que provocó su cierre definitivo, pues quedó en ruinas.

## Descripción
Fue un molino harinero de tres ruedas, si bien una pudo servir para moler arroz. En la actualidad se conserva solo una parte, posiblemente sala de las muelas, pues el resto desapareció tras las obras de reforma de la acequia de Moncada en la década de 1950. Los restos se corresponden con un cuerpo de 6 x 12 m, y se conserva en su lateral este parte del arco de medio punto del cárcavo de la sala de muelas. Los muros son de mampostería ordinaria listada con cuatro hiladas, siendo las esquinas de obra de ladrillo.
El interés arqueológico de la zona no se limita únicamente a los restos del molino, sino que incluye asimismo la propia acequia de Moncada, el puente de la Peña (sobre la misma) y el histórico camino de Campanar, que ya ha enlazado la villa de Paterna con Valencia desde época romana.